# Tinzeda
Tinzeda is een geslacht van rechtvleugeligen uit de familie sabelsprinkhanen (Tettigoniidae). De wetenschappelijke naam van dit geslacht is voor het eerst geldig gepubliceerd in 1869 door Walker.

## Soorten
Het geslacht Tinzeda omvat de volgende soorten:
- Tinzeda albosignata Brunner von Wattenwyl, 1878
- Tinzeda eburneata Walker, 1869
- Tinzeda fraserensis Tepper, 1892
- Tinzeda lobata Brunner von Wattenwyl, 1878
- Tinzeda minor Tepper, 1892
- Tinzeda soror Brunner von Wattenwyl, 1878
- Tinzeda sororoides Tepper, 1892